# شهرک مدرس
شهرک مدرس(قلعه هاشم خان)، روستایی از توابع بخش شال شهرستان بوئین‌زهرا در استان قزوین ایران است.

## جمعیت
این روستا در دهستان قلعه هاشم قرار دارد و براساس سرشماری مرکز آمار ایران در سال ۱۳۸۵، جمعیت آن ۲٬۵۶۰ نفر (۶۸۹خانوار) بوده‌است.